# Chani (cantante)
Kang Chan-hee (en hangul, 강찬희; en hanja, 姜澯熙; Daejeon, 17 de enero de 2000), conocido artísticamente como Chani (en hangul, 찬희), es un cantante y actor surcoreano. Es miembro del grupo SF9, bajo la compañía FNC Entertainment.

## Carrera
Es miembro de la agencia "FNC Entertainment".

### Música
En 2015, se unió al grupo de predebut, Neoz School como miembro del primer grupo llamado NEOZ, debutando en octubre de 2016 con el nombre de grupo SF9 y el sencillo «Fanfare».

### Televisión
Comenzó su carrera como actor infantil, especialmente en los dramas televisivos como Can You Hear My Heart (2011), The Innocent Man (2012), The Queen's Classroom (2013) y en el drama interactivo Click Your Heart (2016).
En 2016 se unió al elenco recurrente de la serie Signal, donde interpretó a Park Sun-woo, el hermano mayor de Hae-young (Kim Hyun-bin).
En 2018 se unió al elenco recurrente de la serie Sky Castle, donde dio vida a Hwang Woo-joo, el hijastro de Lee Soo-im (Lee Tae-ran).
El 26 de febrero de 2021 se unió al elenco principal de la serie web Must You Go? (también conocida como "Are You Leaving") donde interpretó a Park Yeon, un genio musical, hasta el final de la serie el 19 de marzo del mismo año.
En agosto del mismo año se anunció que se había unido al elenco principal de la serie Miracle.

## Filmografía

### Series de televisión
| Año     | Título                           | Personaje                | Notas                           | Ref.                 |
| ------- | -------------------------------- | ------------------------ | ------------------------------- | -------------------- |
| 2009    | Queen Seondeok                   | Hwarang                  |                                 |                      |
| 2009    | Three Brothers                   | Choi Jong-hoi            |                                 |                      |
| 2011    | Listen to My Heart               | Cha Dong-joo (de joven)  |                                 |                      |
| 2011    | Garden of Heaven                 | Shin Seung-woo           |                                 |                      |
| 2012    | To the Beautiful You             | Kang Tae-joon (de joven) |                                 |                      |
| 2012    | The Innocent Man                 | Kang Ma-ru (de joven)    |                                 |                      |
| 2013    | The Queen's Classroom            | Kim Do-jin               |                                 |                      |
| 2015    | Splendid Politics                | Ja Kyung (de joven)      |                                 |                      |
| 2016    | Signal                           | Park Sun-woo             |                                 |                      |
| 2016    | Click Your Heart                 | Kang Chan-hee            | Serie web, 7 episodios          |                      |
| 2018    | Coffee House 4.0                 | Do-yoon                  | Ep. 8                           |                      |
| 2018    | Sky Castle                       | Hwang Woo-joo            |                                 |                      |
| 2019    | Love as You Taste                | Yoon Dan                 | Serie web, 10 episodios         |                      |
| 2020    | I've Returned After One Marriage | Choi Ji-won              | Aparición especial, 9 episodios | [ 11 ] [ 12 ] [ 13 ] |
| 2020-21 | True Beauty                      | Jung Se-yeon             | Aparición especial, 5 episodios | [ 14 ]               |
| 2021    | Must You Go? (Are You Leaving)   | Park Yeon                | Serie web, 9 episodios          | [ 15 ]               |
| 2021    | Imitation                        | Eun-jo                   |                                 | [ 16 ]               |
| 2021    | Jinx                             | Kyu-han                  |                                 | [ 17 ] [ 18 ]        |
| 2022    | Miracle                          | Louis                    |                                 |                      |
| 2022    | Bajo el paraguas de la reina     | Príncipe Eui-sung        |                                 | [ 19 ]               |
| 2025    | The Scandal of Chunhwa           | Jang Won                 | Serie web, 10 episodios         | [ 20 ] [ 21 ] [ 22 ] |

### Películas
| Año  | Título                              | Personaje             | Notas                                                                              | Ref.   |
| ---- | ----------------------------------- | --------------------- | ---------------------------------------------------------------------------------- | ------ |
| 2016 | Familyhood                          | Hyun-bin              | Kim Hye-soo, Ma Dong-seok, Kim Hyun-soo, Seo Hyun-jin, Kwak Si-yang y Ahn Jae-hong |        |
| 2017 | The King's Case Note                | Rey Yejong (de joven) | junto a Lee Sun-kyun, Ahn Jae-hong y Kim Hee-won                                   |        |
| 2019 | First Issue                         | -                     | junto a Jung Hyung-suk, Moon Jong-won, Jo Dal-hwan, Kim Jong-goo y Ji Il-joo       |        |
| 2021 | Sseol                               | -                     | junto a Kim Kang-hyun, Jung Jin-young, Jo Jae-yoon, Jang Gwang y Kim So-ra         | [ 23 ] |
| 2021 | White Day: School of Demon Exorcism | Hee Min               | junto a Lee Seung-il, Park Yoo-na, Jang Gwang y Lee Hye-ran                        | [ 24 ] |

### Programas de variedades
| Año        | Título                           | Notas                                        | Ref.          |
| ---------- | -------------------------------- | -------------------------------------------- | ------------- |
| -          | Rising Star                      | junto a Kim Sae-ron y Seo Young-joo          |               |
| 2007, 2010 | Star King                        |                                              |               |
| 2013       | Inmortal Songs 2                 | (ep. 91) - junto a Kim Da-hyun y Kim Sae-ron |               |
| 2016       | The Immigration                  |                                              |               |
| 2016       | d.o.b (Dance or Band)            |                                              |               |
| 2017       | Stress Out!                      | junto a Hwi Young                            |               |
| 2018       | Music Bank in Chile              |                                              |               |
| 2018       | Leaving the Nest 3               | (ep. 7-8)                                    |               |
| 2018       | The Team Chef                    |                                              |               |
| 2018       | Cool Kiz on the Block            | (ep. 10)                                     |               |
| 2019       | Amazing Saturday (DoReMi Market) | (ep. 47) - junto a Rowoon                    |               |
| 2019       | Happy Together                   | (ep. 17-18)                                  |               |
| 2019       | Idol Room                        | (ep. 38, 40) - invitado                      |               |
| 2019       | Running Man                      | (ep. 443) - junto a SF9                      | [ 25 ] [ 26 ] |
| 2019       | Hello Counselor                  | (ep. 401) - junto a Rowoon                   |               |
| 2019       | To Be World Klass                | invitado - junto a Taeyang                   |               |
| 2019       | Run.wav                          | (ep. 4) - invitado - junto a SF9             |               |
| 2019       | Knowing Bros (Ask Us Anything)   | invitado - junto a Rowoon                    | [ 27 ] [ 28 ] |
| 2020       | Battle Trip                      | junto a Inseong, Dawon y Rowoon              | [ 29 ]        |
| 2020       | Idol Room                        | junto a SF9                                  | [ 30 ]        |

### Presentador
| Año     | Título           | Notas                                               | Ref.          |
| ------- | ---------------- | --------------------------------------------------- | ------------- |
| 2019-21 | Show! Music Core | copresentador - junto a Hwang Hyun-jin y Kang Mi-na | [ 31 ] [ 32 ] |

### Reality shows
| Año  | Título                  | Notas |
| ---- | ----------------------- | ----- |
| 2016 | SF9 - Spectacle Fantasy |       |
| 2016 | SF9 Special Food        |       |
| 2017 | SF9 Trip with Fantasy   |       |
| 2019 | Star Road: SF9          |       |

### Programas de radio
| Año  | Título                    | Notas                             |
| ---- | ------------------------- | --------------------------------- |
| 2016 | Kim Jiwon's Rooftop Radio | invitado - junto a Rowoon y Dawon |

### Aparición en videos musicales
| Año  | Intérprete    | Canción                    | Notas                      |
| ---- | ------------- | -------------------------- | -------------------------- |
| 2019 | Baek Ji-woong | "The Truth Is"             |                            |
| 2010 | Bye Bye Sea   | "The Starlight Is Falling" |                            |
| -    | TVXQ          | "Baloons"                  | junto a Moon Bin y Chanwoo |

## Discografía
| Año  | Canción       | Álbum                     | Notas  |
| ---- | ------------- | ------------------------- | ------ |
| 2021 | How Do You Do | OST Pt.5 de "True Beauty" | [ 33 ] |